# Thrash metal

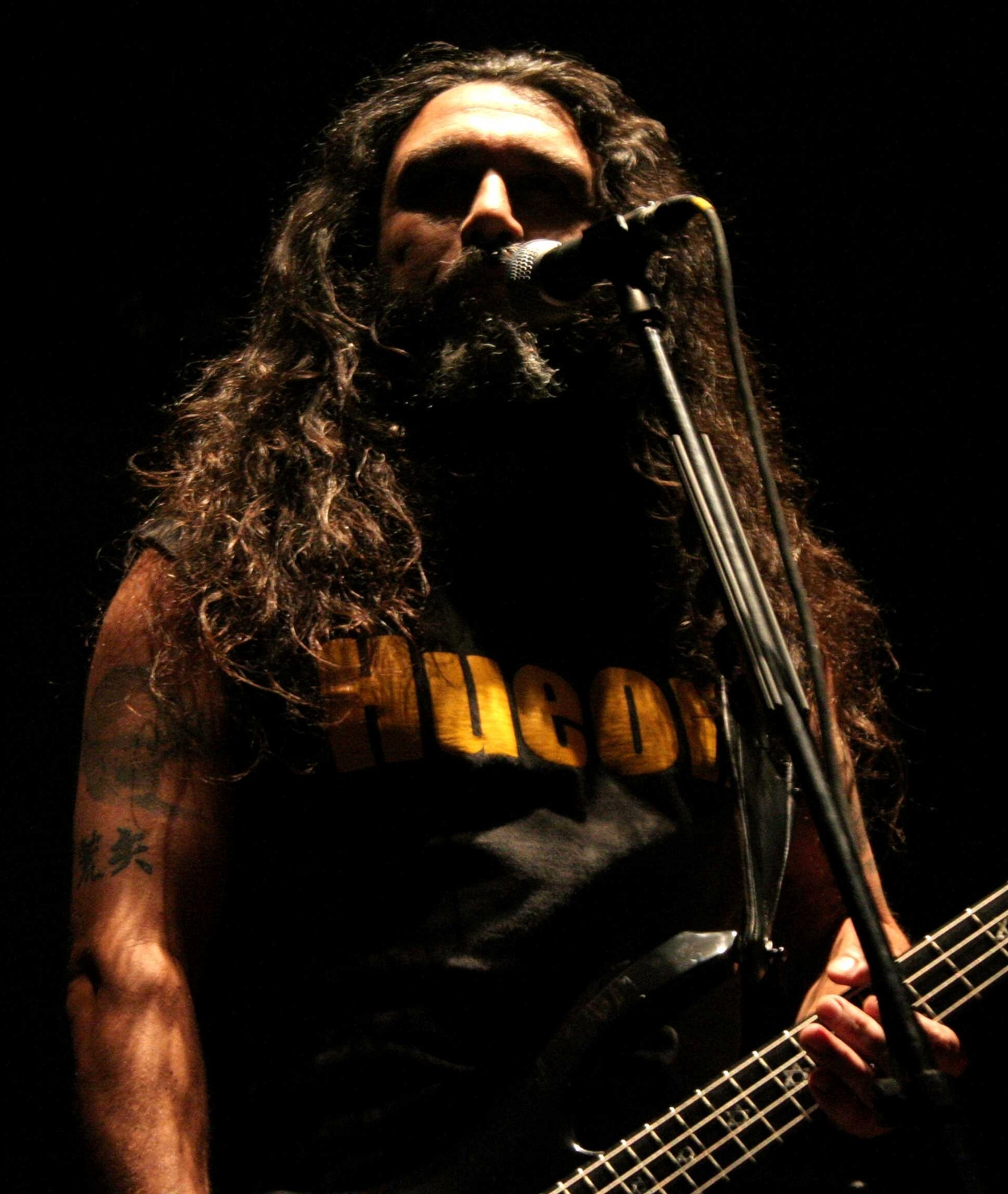
Slayers sångare Tom Araya

Thrash metal (av engelska thrash, "piska", "prygla") är en hårdare och ofta snabbare variant av heavy metal som uppstod då hardcorepunk blandades in i musiken. Detta var den första genren inom extrem metal och en av de vanligaste formerna av metal under 1980-talet. Thrash metal spelas oftast med tunga och snabba riff/kvintar. Inom thrash metal används ofta dubbla bastrummor. Stilen skiljer sig från den närbesläktade speed metal genom ett mer aggressivt uttryck. 

## Historia
De första thrashlåtarna skapades i slutet av 1970-talet och stilen fick sitt stora genomslag främst i USA och Västtyskland under 1980-talet. Megadeth, Slayer, Metallica och Anthrax var några av de största grupperna i USA och brukar benämnas "de fyra stora". Andra betydande band på den amerikanska thrashscenen var Exodus, Testament och Overkill. I västtyskland kom Sodom, Kreator och Destruction att bli de mest framgångsrika banden. Det var musikpressen som skapade termen thrash metal i början av 1980-talet, vilket ledde till att termen började användas av fans och en del av banden själva. Metallicas Master of Puppets, Slayers Reign in Blood och Megadeths Peace Sells... But Who's Buying?, alla tre släppta år 1986, anses av många vara thrashens tre viktigaste skivor. 
Musikaliska kännetecken är snabba tempon och sångtexter som domineras av nihilism och samhällskritik. Just tempot används ofta som medvetet stilmedel, dels det snabba tempot, dels och i synnerhet den karakteristiska växlingen mellan långsamma och snabba partier inom enskilda låtar.
Under 1990-talet fick heavy metal i allmänhet ge vika för ny, alternativ rockmusik som grunge. Metallica släppte sitt radiovänliga svarta album och thrash metal blev delvis passé. Under det sena 1980-talet uppstod också andra hårdare stilar, black metal och death metal, som lånade element från thrash metal. Thrash metal utvecklades också senare med att också låna särskilda element från black metal och death metal. Under 2000-talet har thrash metal gjort en liten comeback och blivit mer populärt tack vare band som Evile, Warbringer och Municipal Waste.

## Thrash metal-band

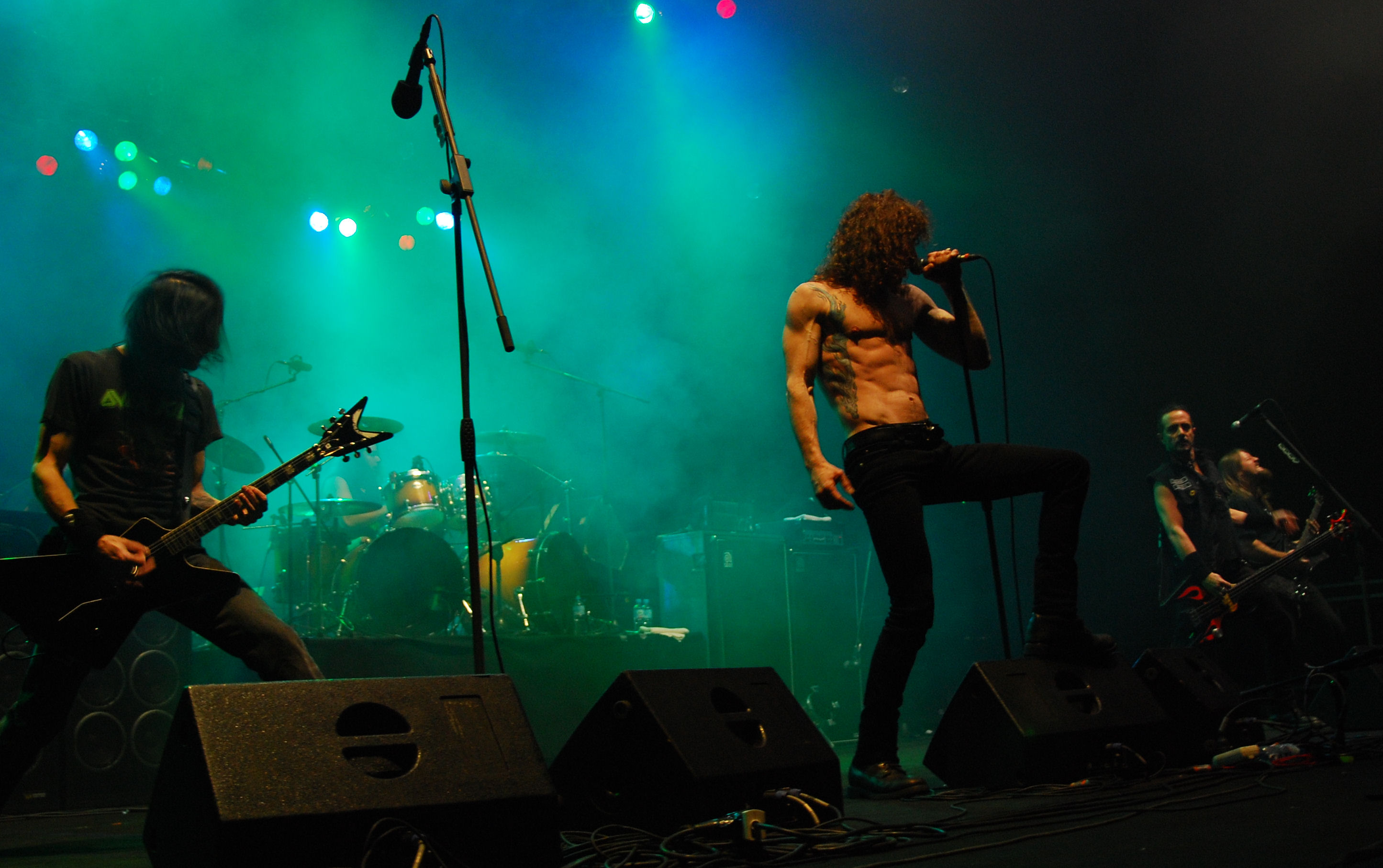
Overkill live vid Metalmania 2008.

- Annihilator
- Anvil
- Exciter
- Anthrax
- Death Angel
- Heathen
- Destruction
- D.R.I.
- Evile
- Exodus
- Forbidden
- Kreator
- Metal Church
- Megadeth
- Metallica
- Municipal Waste
- Nuclear Assault
- Overkill
- Sepultura
- Sarcófago
- Mutilator
- Slayer
- S.O.D.
- Sodom
- Suicidal Tendencies
- Tankard
- Testament
- F.K.Ü.
- Witchery
- The Haunted
- Mezzrow
- Maninnya Blade
- Hexenhaus
- Toxic Holocaust
- Venom
- Vio-lence